# Herbert Fröhlich
Herbert Fröhlich (* 9. Dezember 1905 in Rexingen; † 21. Januar 1991) war ein englischer Physiker deutscher Herkunft und jüdischer Abstammung.

## Leben und Werk
Fröhlich wurde als Sohn von Fanny Frida (geb. Schwarz) und Jakob Julius Fröhlich geboren. Die Familie zog 1907 nach München, wo Herbert Fröhlich nach dem Schulbesuch zunächst kurz kaufmännisch tätig war. Ab 1927 studierte er Physik und promovierte 1930 bei Arnold Sommerfeld zum Photoeffekt an Metallen. Dem schloss sich eine Privatdozentur an der Universität Freiburg an. Wie viele zeitgenössische jüdische Wissenschaftler musste Fröhlich Deutschland verlassen und forschte und lehrte – nach Aufenthalt in Leningrad (Sankt Petersburg, Russland) am Joffe-Institut auf Einladung von Jakow Iljitsch Frenkel – in England an der Universität Bristol (1935–1948) bei Nevill Mott. 1948 erhielt er auf Empfehlung von James Chadwick den ersten Lehrstuhl für Theoretische Physik an der Universität Liverpool, wo er auch – neben anderen Institutionen – noch nach seinem Ruhestand 1973 als Emeritus bis 1991 tätig war.
Fröhlich wandte früh quantenfeldtheoretische Methoden in der Festkörperphysik an und leistete mit seiner Theorie einer anziehenden Wechselwirkung zwischen Elektronen durch Austausch von Phononen Pionierarbeit. Dies ist in Analogie zur Anziehung zwischen Nukleonen durch Pion-Austausch in der Mesonentheorie der Kernkräfte, ein Gebiet auf dem Fröhlich zuvor mit Nicholas Kemmer und Walter Heitler gearbeitet hatte. Sie war eine wichtige Voraussetzung für die Erklärung der Supraleitung durch Bardeen, Cooper und Schrieffer (BCS-Theorie). Neben zahlreichen wissenschaftlichen Veröffentlichungen verfasste Herbert Fröhlich mit Elektronentheorie der Metalle (1936) und Theory of Dielectrics (1949) zwei Lehrbücher, die für lange Zeit in der Theoretischen Physik Geltung behielten. Später befasste er sich auch mit Anwendungen der Physik in der Biologie, entwickelte eine Theorie kohärenter Anregungen zur Erklärung der Wirkung von Enzymen und Theorien zur Erklärung der Gehirnfunktionen.
Bereits 1951 wurde H. Fröhlich zum Mitglied der Britischen Royal Society ernannt, 1972 verlieh ihm die Deutsche Physikalische Gesellschaft mit der Max-Planck-Medaille die höchste in Deutschland vergebene Auszeichnung für Wissenschaftler in der Theoretischen Physik.

## Schriften
- Elektronentheorie der Metalle, Repr. [d. Ausg. von] 1936. Berlin, Heidelberg, New York : Springer, 1969.

- Theory of dielectrics: dielectric constant and dielectric loss, Oxford: Clarendon Pr., 1949, 1958 (1986 repr.).